# GACKT

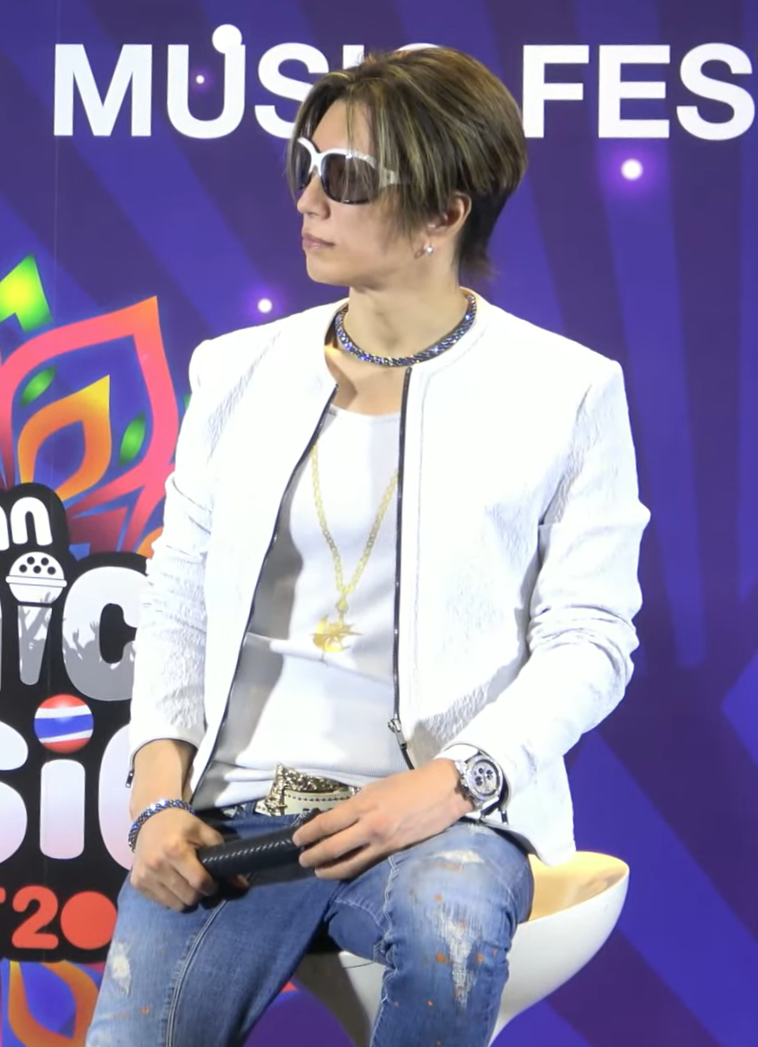
태국, 2023.

각트(GACKT, 1973년 7월 4일 ~ )는 일본의 남자 가수이다. 통칭은 가쿠토(ガクト, GACKT)이며, 풀네임은 카무이 가쿠토(일본어: 神威 楽斗, 영어: GACKT Camui)이다. 한국에서는 GACKT를 그대로 읽어 각트로 부른다. 과거에는 본명과 출생년도를 숨기고 살았으며, 한 버라이어티 가상연애 쇼 프로그램에 출연했을 때 독특한 생년월일을 제공해 마치 그것이 정설인 것처럼 알려졌으나 이로 인한 오해가 커지자, 2009년에 본인의 실제 나이를 밝힘으로 인해 각 포털사이트에 각트의 나이를 1540년 7월 4일생 이라고 농담이었으나 그때 1973년 7월 4일생으로 변경되었다. 여기에서는 통용을 우선시하여 각트로 표기한다. 10주년을 기념하며 싱글 小惡魔heaven(2009년 6월 10일) 을 발매하며 'Gackt'에서 'GACKT'로 개명한다. 최근엔 소속사와 레이블을 에이벡스로 이적했다. 이 외에 보컬로이드인 '카무이 가쿠포'의 성우를 맡고 있다. 2017년 12월에는 가상화폐 브랜드인 'Spindle'에 참여하면서 추가적으로 본인의 본명인 오오시로 가쿠토(大城ガクト)를 공개하였다.

## 개략
비주얼계 밴드인 MALICE MIZER의 2대 보컬로서 활약하던중, 1998년에 갑작스런 행방불명으로 인해, 사실상 탈퇴가 결정되었다. 그 후 1년 뒤인 1999년에 단독 활동을 시작하게 된다. 그리고 같은 해 5월 1일 앨범 《Mizerable》로 다시 데뷔했다. 그 후, 2001년에 발매한 싱글 《ANOTHER WORLD》가 오리콘 2위를 기록하는 등, 현재까지 많은 히트를 낸 노래들을 보유하고 있다.
그는 여러 언어를 배우는 것으로도 유명하다. 《12月のLove Song》(한국어: 12월 어느 사랑 노래, December Love, 중국어: 十二月的情歌)은 지금까지 일본어, 영어, 중국어, 한국어로 불렸으며, 앨범 《Love Letter》 또한 일본어과 한국어로 발매됐다. 2006년에는 대한민국에서 콘서트를 했다. (일본어, 영어, 북경어는 자유롭게 구사가 가능하다. 그 외에 프랑스어도 대화 가능. 최근에는 한국어 공부에 열을 올리고 있다.)
각트는 일본 오키나와에서 태어났다. 그의 부모님들도 역시 음악가였기에 그들은 각트를 세 살부터 피아노 레슨을 시켜 가르치기 시작했다.
그는 항상 승부욕이 강했기에, 어릴 적 그는 그의 친구가 자신보다 피아노를 더 잘 치는 것을 보고 친구를 이기려고 피아노 실력을 악착같이 쌓았다고 한다.
그리고 피아노 이외에도 거의 모든 악기를 잘 다루는 것으로 알려져 있다. 2001년, 다큐멘터리 촬영차 마다가스카르를 방문했을 때에는 상당한 속도로 새로 접하는 아프리카 민속 악기를 배워 연주하기도 하였다. 서예나 디자인 분야에도 재능이 있다. (붓글씨 3단 등)
그리고 음식은 주로, 김치와 풋고추, 깻잎을 좋아한다. 그러나 솔로 데뷔를 하면서 이 일을 하기 위해서는 가장 좋아하는 것을 포기해야만 한다고 생각했고, 그 생각에 따라 밥 먹는 것을 포기했다. 그리고, 살이 쪄 스타일리스트나 사진작가에게 피해가 올 것을 고려해 탄수화물은 일절 섭취하지 않으며, 열심히 일한 자신에 대한 상으로 가끔 일본식 라면(라멘)을 먹는다.
일본의 많은 팬을 유지하고있는 '가쿠포이드'의 성우로 또한 인기를 얻었다.[쿠포이드]의 대표곡은 댄싱사무라이등이 있다.
운동을 매우 좋아하고 특히 태권도, 가라데나 스트레칭을 좋아한다. 현재 각트의 집에는 각트 본인과 각트잡 멤버 및 스탭들과 함께 운동과 트레이닝을 즐기기 위한 도장(道場)이 마련되어 있다. 또한 자택의 지하에는 사격장이 있는 것으로 밝혀졌으나 확실하지 않다. 눈이 햇빛에 약해 선글라스를 애용하며 집에 창문이 없고 어두워 과거 조명으로 촛불을 사용하던 것으로 유명하다.
살고 있는 층은 다르 나 현재 자신의 손위 누이와 함께 살고 있다.
일본의 유명 게임사 스퀘어 에닉스의 간판 디렉터인 노무라 테츠야에 의해 PSP용 게임 <Crisis Core Final Fantasy VII>의 캐릭터인 제네시스의 그래픽 모델로 기용되었으며 그 성우도 담당하였다.
야마하가 제작한 컴퓨터 음악 제작을 위한 음성 합성 엔진인 보컬로이드 중 가쿠포이드의 성우를 담당하였다.
흔히말하는 4차원적인 면모를 보여주기도 하고 건담 · 가면라이더 등의 매니아이다. 실로 매우 흥미로운 성격의 소유자다.
상당히 안정된 보컬을 구사해 보컬능력 부분에선 호평을 받고있고 가사도 탁월하게 잘쓴다.

## 작품 목록

### 싱글
- Mizerable Single Box (1999년 6월 30일)
- Mizerable(8cm) (1999년 7월 9일)
- Vanilla (1999년 8월 11일)
- Remix Of Gackt (1999년 11월 3일)
- Mirror / Blue (Piano Solo) (2000년 2월 9일)
- OASIS / Uncertain Memory (2000년 2월 16일)
- 鶺鴒 ~seki-ray~ (할미새; 2000년 3월 8일)
- 再会 ~Story~ / dears (Live) (재회 ~Story~; 2000년 8월 30일)
- Secret Garden / NINE SPIRAL (2000년 11월 16일)
- 君のためにできること / Cube (그대를 위해서 할 수 있는 것; 2001년 3월 14일)
- ANOTHER WORLD / Fragrance (2001년 9월 5일)
- 12月のLove Song (12월의 사랑 노래; 2001년 12월 16일)
- Vanilla / Vanilla(Un Pluged Ver.) (2002년 3월 20일)
- 忘れないから / Doomsday (잊지 않을테니; 2002년 4월 24일)
- 12月のLove Song / December Love (English Ver.) (12월의 사랑 노래; 12월 사랑; 2002년 11월 17일)
- 君が追いかけた夢 / Birdcage (그대가 쫓던 꿈; 2003년 3월 19일)
- 月の詩 / 星の砂 (달의 시; / 별의 모래; 2003년 6월 11일)
- Lu:na / OASIS (2003년 6월 25일)
- Last Song / solitary (2003년 11월 12일)
- 12月のLove Song / 十二月的情歌 (Chinese Ver.) (12월의 사랑 노래; 십이월적정가; 2003년 12월 3일)
- 君に逢いたくて / ピース (그대를 만나고 싶어서; / 평화; 2004년 10월 27일)
- 12月のLove Song / December Love Song (Korean Ver.) (12월의 사랑 노래; 12월 사랑 노래; 2004년 12월 8일)
- ありったけの愛で / この夜が終わる前に (모든 사랑으로; / 이 밤이 끝나기 전에; 2005년 1월 26일)
- BLACK STONE / Ash (2005년 4월 27일)
- Metamorphoze ~メタモルフォーゼ~ / 君が待っているから (Metamorphoze ~변형~; 그대가 기다리고 있으니까; 2005년 5월 25일)
- 届カナイ愛ト知ッテイタノニ抑エキレズニ愛シ続ケタ… / Noesis (닿을 수 없는 사랑인 줄 알면서도 멈추지 못하고 계속해서 사랑을 했다…; 2005년 8월 10일)
- REDEMPTION / Longing (2006년 1월 25일)
- LOVE LETTER / Dybbuk (2006년 3월 1일)
- 野に咲く花のように (들에 피는 꽃처럼 ; 2007년 2월 7일)
- RETURNER～闇の終焉～ (RETURNER～어둠의 종언～ ; 2007년 6월 20일 NHK풍림화산 주제곡, 우에스기 겐신 역)
- Jesus (Single MA) / Sayonara -ЯRII ver.- <DEARS 한정판> (2008년 11월 26일)
- Jesus (Single MA) / Sayonara -ЯRII ver.- <통상반> (2008년 12월 3일)
- Ghost / Blue Lagoon ~深海~ <DEARS 한정판> (Ghost; Blue Lagoon ~심해~; 2009년 1월 21일)
- Ghost / Blue Lagoon ~深海~ <통상반> (Ghost; Blue Lagoon ~심해~; 2009년 1월 28일)
- Journey Through the Decade (2009년 3월 25일)
- Ghost, Jesus (2009년 4월 21일 라이센스반 공동출시)
- 小惡魔ヘブン / My Father's Day (소악마헤븐 2009년 6월 10일)
- Faraway ～星に愿いを～ / Oblivious ～顔のない天使～ (Faraway ～별의 소원을～; Oblivious ～얼굴없는 천사～; 2009년 6월 17일)
- LOST ANGELS / No Reason / Suddenly (2009년 6월 24일)
- FLOWER / In Flames (2009년 7월 1일)
- The Next Decade (2009년 8월 11일)
- 雪月花 -The end of silence- / 斬～ZAN～ (설월화 -The end of silence-; 참～ZAN～; 2009년 12월 9일)
- Stay the Ride Alive (2010년 1월 1일)
- EVER / Uncontrol (狂喜亂舞 Edition) (EVER; Uncontrol (광희난무 Edition)); 2010년 7월 28일)
- Episode.0 / Paranoid Doll (2011년 7월 13일)
- Graffiti / 生きとし生けるすべてに告ぐ (Graffiti; 살아가고 살아가는 모든 것에 고한다;2011년 11월 30일)
- UNTIL THE LAST DAY (2012년 2월 22일)
- 白露-HAKURO- / 情熱のイナズマ (백로-HAKURO-; 정열의 짧은 시간; 2012년 10월 10일)
- WHITE LOVERS -幸せなトキ- / ONE MORE KISS (백색 사랑 -행복한 시간- / ONE MORE KISS; 2012년 12월 19일)

### 앨범
- Mizerable (1999년 5월 12일)
- MARS (2000년 4월 26일)
- Rebirth (2001년 4월 25일 & 6월 27일)
- MOON (2002년 6월 19일)
- Crescent (2003년 12월 3일)
- THE SIXTH DAY ~SINGLE COLLECTION~ (2004년 2월 25일)
- THE SEVENTH NIGHT ~UNPLUGGED~ (2004년 5월 26일)
- Love Letter (2005년 2월 14일)
- Love Letter For Korean Dears (2005년 6월 18일)
- DIABOLOS (2005년 9월 21일)
- テカジャケCDシリ-ズMARS (2006년 10월 25일)
- テカジャケCDシリ-ズRebirth (2006년 11월 1일)
- テカジャケCDシリ-ズMOON (2006년 11월 8일)
- テカジャケCDシリ-ズCrescent (2006년 11월 15일)
- テカジャケCDシリ-ズDiabolos (2006년 11월 22일)
- 12月のLove Song Complete Box (2006년 12월 13일)
- 0079-0088 (2007년 12월 19일)
- nine * nine (2008년 10월 29일)
- SLO-PACHINKO GLADIATOR EVOLUTION ORIGINAL SOUND TRACK (2009년 3월 9일)
- RE:BORN (2009년 12월 2일)
- ARE YOU “FRIED CHICKENz”?? (2010년 6월 23일)
- THE ELEVENTH DAY ～SINGLE COLLECTION～ (2010년 7월 21일)
- YELLOW FRIED CHICKENz 煌☆雄兎狐塾 ～男女混欲美濡戯祭～ (2011년 2월 2일)
- ATTACK OF THE "YELLOW FRIED CHICKENz" IN EUROPE 2010 (2011년 4월 20일)
- YELLOW FRIED CHICKENz『YELLOW FRIED CHICKENz Ι』(2012년 3월 14일)
- BEST OF THE BEST vol.1 ―MILD― (2013년 7월 3일)
- BEST OF THE BEST vol.1 ―WILD― (2013년 7월 3일)

### DVD & VIDEO
- 『 Video Vanilla 』 (1999년 12월 8일)
- 『 Video Mirror,OASIS【VHS】 』 (2000년 6월 28일)
- 『 MARS 空からの訪問者～回想～【VHS】 』 (2000년 10월 4일)
- 『 MARS 空からの訪問者～回想～特別編【DVD】 』 (2000년 11월 22일)
- 『 PLATINUM BOX ~Ⅰ~ 』 (2000년 12월 16일)
- 『 再生と終焉 』 (2001년 6월 21일)
- 『 Requiem et Reminiscence～終焉と靜寂【VHS】 』 (2001년 9월 28일)
- 『 Requiem et Reminiscence～終焉と靜寂～特別編【DVD】 』 (2001년 11월 30일)
- 『 PLATINUM BOX ~Ⅱ~ 』 (2001년 12월 21일)
- 『 微風（そよかぜ） 』 (2002년 3월 1일)
- 『 PLATINUM BOX ~Ⅲ~ 』 (2002년 12월 21일)
- 『 GACKT Live Tour 2002 下弦の月～聖夜の調べ～【VHS】 & 【DVD】 』 (2003년 3월 19일)
- 『 月光【VHS】 & 【DVD】 』 (2003년 8월 6일)
- 『 GACKT Live Tour 2002 上弦の月 最終章【VHS】 & 【DVD】 』 (2003년 9월 18일)
- 『 PLATINUM BOX ~Ⅳ~ 』 (2003년 12월 7일)
- 『 GACKT Live Tour 2004 THE SIXTH DAY & SEVENTH NIGHT～FINAL～ 』 (2004년 9월 15일)
- 『 PLATINUM BOX ~Ⅴ~ 』 (2004년 12월 15일)
- 『 PLATINUM BOX ~Ⅵ~ 』 (2005년 12월 7일)
- 『 GACKT Live Tour 2005 12.24 DIABOLOS～哀婉の詩聖夜の涙～ 』 (2006년 3월 29일)
- 『 GACKT THE GREATEST FILMOGRAPHY 1999-2006～BLUE～ 』 (2006년 8월 23일))
- 『 GACKT THE GREATEST FILMOGRAPHY 1999-2006～RED～ 』 (2006년 8월 23일)
- 『 PLATINUM BOX～Ⅶ～ 』 (2006년 12월 13일)
- 『 GACKT TRAINING DAYS 2006 D.R.U.G. PARTY【DEARS限定盤】 』 (2007년 7월 4일)
- 『 GACKT TRAINING DAYS 2006 D.R.U.G. PARTY【通常盤】 』 (2007년 7월 4일)
- 『 PLATINUM BOX ~Ⅷ~【DEARS限定盤】 』 (2007년 12월 24일)
- 『 PLATINUM BOX ~Ⅷ~【通常盤】 』 (2008년 3월 7일)
- 『 天翔る龍の如く ～謙信、そしてGACKTへ～【DEARS限定盤】 』 (2008년 5월 12일)
- 『 天翔る龍の如く ～謙信、そしてGACKTへ～【通常盤】 』 (2008년 5월 21일)
- 『 PLATINUM BOX ~Ⅸ~【DEARS限定盤】 』 (2008년 12월 24일)
- 『 PLATINUM BOX ~Ⅸ~【通常盤】 』 (2009년 1월 14일)
- 『 PLATINUM BOX ~Ⅹ~【DEARS限定盤】 』 (2009년 12월 24일)
- 『 PLATINUM BOX ~Ⅹ~【通常盤】 』 (2010년 1월 13일)
- 『 GACKT VISUALIVE ARENA TOUR 2009 REQUIEM ET REMINISCENCE Ⅱ FINAL～鎮魂と再生～【DEARS限定盤】 』 (2010년 3월 31일)
- 『 GACKT VISUALIVE ARENA TOUR 2009 REQUIEM ET REMINISCENCE Ⅱ FINAL～鎮魂と再生～【通常盤】 』 (2010년 3월 31일)
- 『 PLATINUM BOX ~Ⅺ~【DEARS限定盤】 』 (2010년 12월 24일)
- 『 PLATINUM BOX ~Ⅺ~【通常盤】 』 (2011년 1월 19일)
- 『 PLATINUM BOX ~Ⅻ~【DEARS限定盤】 』 (2011년 12월 24일)
- 『 PLATINUM BOX ~Ⅻ~【通常盤】 』 (2012년 1월 25일)
- GACKT YELLOW FRIED CHICKENs 煌☆雄兎狐塾 〜男尊女卑肌嘩祭 四十九日〜（DVD） (2010년 5월 8일)
- GACKT YELLOW FRIED CHICKENz 煌☆雄兎狐塾 〜男尊女卑肌嘩祭 百日抱擁〜（microSD） (2010년 6월 28일)
- 「GACKT YELLOW FRIED CHICKENz 煌☆雄兎狐塾 〜男女混欲美濡戯祭〜」（mu-mo ショップ限定BOX/YFC スペシャルBOX 仕様） (2011년 2월 2일)
- GACKT YELLOW FRIED CHICKENz 煌☆雄兎狐塾 〜男女混欲美濡戯祭〜（DVD A盤） (2011년 2월 2일)
- GACKT YELLOW FRIED CHICKENz 煌☆雄兎狐塾 〜男女混欲美濡戯祭〜（DVD B盤） (2011년 2월 2일)
- THE GRAFFITI 〜ATTACK OF THE YELLOW FRIED CHICKENz IN EUROPE〜 I LOVE YOU ALL（DVD DEARS盤） (2011년 4월 20일)
- THE GRAFFITI 〜ATTACK OF THE YELLOW FRIED CHICKENz IN EUROPE〜 I LOVE YOU ALL（DVD AVEX盤） (2011년 4월 20일)
- YELLOW FRIED CHICKENz WORLD　TOUR *SHOW UR SOLE.Ⅰ* 世壊傷結愛魂祭 at MAKUHARI 2011（LIVE DVD） (2012년 4월 18일)
- YELLOW FRIED CHICKENz WORLD　TOUR *SHOW UR SOLE.Ⅰ* 世壊傷結愛魂祭 at BERLIN 2011（LIVE DVD）(2012년 4월 18일)
- YELLOW FRIED CHICKENz【LIVE DVD】「とりあえず解散ッス。すんませんッス。」（DVD DEARS盤） (2012년 11월 7일)
- YELLOW FRIED CHICKENz【LIVE DVD】「とりあえず解散ッス。すんませんッス。」（DVD AVEX盤） (2012년 12월 5일)
- 『 PLATINUM BOX ~XIII~【DEARS限定盤】 』 (2012년 12월 24일)
- 『 PLATINUM BOX ~XIII~【通常盤】 』 (2013년 1월 23일)

## 출연

### 영화
- 문 차일드 (2003년) 쇼 역
- 극장판 가면라이더 디케이드 올라이더 대 대쇼커 유키 조지 역 (2009년)[3]
- 분라쿠 요시이 역(2010년)
- 드래곤 에이지 -블러드 메이지의 성전- (2012) 나이트 커멘더 역
- 콩: 스컬 아일랜드 제임스 콘래드(더빙) 역(2017년)
- 카라누칸 오오야마 히카루 역(2018년)

### 드라마
- 생방송은 멈추지 않는다! (2003년) 본인 역
- 풍림화산 (2007년) 우에스기 겐신(上杉謙信) 역
- 미스터 브레인 (2009년) 타케가미 테지로(竹神貞次郞) 역
- 템페스트 (2011년) 죠테이가이(徐丁垓) 역
- 전국 바사라 -MOONLIGHT PARTY- (2012년) 오다 노부나가(織田信長) 역
- 악몽짱 (2012년) 시키 타카시/꿈 왕자 역(志岐 貴/夢王子)(2역)

### 게임
- 무인가 (2003년) 라우·웡 역
- Crisis Core ~Final Fantasy VII~(2007년) 제네시스 역
- Dragon NEST JAPAN (2010년) 벨스커드 역

### 애니메이션
- 시귀(2010년) 키리시키 세이시로(桐敷正志郎) 역
- 스켓 댄스(2011) 다테 키요시 역